# Hyltesjön (Ambjörnarps socken, Västergötland)
Hyltesjön är en sjö i Tranemo kommun i Västergötland och ingår i Ätrans huvudavrinningsområde. Sjön har en area på 0,223 kvadratkilometer och ligger 177,1 meter över havet.

## Delavrinningsområde
Hyltesjön ingår i det delavrinningsområde (636509-134133) som SMHI kallar för Mynnar i Håvsjön. Medelhöjden är 170 meter över havet och ytan är 75,23 kvadratkilometer. Det finns inga avrinningsområden uppströms utan avrinningsområdet är högsta punkten. Stångån som avvattnar avrinningsområdet har biflödesordning 3, vilket innebär att vattnet flödar genom totalt 3 vattendrag innan det når havet efter 114 kilometer. Avrinningsområdet består  mestadels av skog (68 procent) och sankmarker (16 procent). Avrinningsområdet har 3,29 kvadratkilometer vattenytor vilket ger det en sjöprocent på 4,4 procent.